# Papa Langben
Papa Langben er en amerikansk stumfilm fra 1919 af Marshall Neilan.

## Medvirkende
- Mary Pickford som Judy Abbott
- Milla Davenport som Mrs. Lippett
- Percy Haswell som Pritchard
- Fay Lemport som Angelina
- Mahlon Hamilton som Jarvis Pendleton